# Mistrzostwa Świata Juniorów w Hokeju na Lodzie 2010/Elita
34. Mistrzostwa Świata Juniorów w Hokeju na Lodzie Elity 2010 odbyły się dwóch największych miastach prowincji Saskatchewan: Saskatoon oraz Regina, w dniach 26 grudnia 2009–5 stycznia 2010. Mecze rozgrywane były w Kanadzie po raz jedenasty w historii.
W tej części mistrzostw uczestniczy najlepsze 10 drużyn na świecie. System rozgrywania meczów jest inny niż w niższych dywizjach. Najpierw drużyny rozgrywają mecze w fazie grupowej (2 grupy po 5 zespołów), systemem każdy z każdym. Dwie najgorsze zespoły walczą o utrzymanie w elicie, z czego dwie drużyny spada. Drużyny, które zajmą pierwsze miejsca w swoich grupach awansują bezpośrednio do półfinałów, zaś drużyny z miejsc drugich i trzecich, grają między sobą o awans do półfinału.
Hale w których odbyły się zawody to:
- Credit Union Centre (o pojemności 14 311 miejsc)
- Brandt Centre (o pojemności 7 000 miejsc)

Mecze na terenie Polski można było oglądać w komercyjnej stacji: Eurosport 2.

## Faza grupowa

### Grupa A
Wyniki
Czas lokalny (UTC-6)
| 26 grudnia 2008 | Łotwa | 0:16 | Kanada | Credit Union Centre, Saskatoon |

| Szczegóły      | Szczegóły | Szczegóły       | Szczegóły | Szczegóły                                                                         |
| -------------- | --------- | --------------- | --- | --------------------------------------------------------------------------------- |
| Godzina: 15:00 |           | (0:5, 0:6, 0:5) | 00:36 (EQ) Gabriel Bourque 04:22 (PP) Nazem Kadri 06:39 (PP) Gabriel Bourque 11:43 (EQ) Luke Adam 17:52 (EQ) Patrice Cormier 24:49 (EQ) Jordan Eberle 29:28 (EQ) Travis Hamonic 30:26 (EQ) Nazem Kadri 38:10 (PP) Brandon Kozun 39:40 (PP) Jordan Eberle 39:57 (EQ) Adam Henrique 41:33 (EQ) Patrice Cormier 44:35 (PP) Brandon McMillan 49:19 (EQ) Brandon Kozun 58:28 (PP) Gabriel Bourque 59:32 (EQ) Luke Adam | Widzów: 12468 Sędzia główny: Morgan Johansson Sędziowie liniowi: Christer Larking |

| 26 grudnia 2008 | Słowacja | 3:7 | USA | Credit Union Centre, Saskatoon |

| Szczegóły      | Szczegóły                                                                    | Szczegóły       | Szczegóły | Szczegóły                                                                          |
| -------------- | ---------------------------------------------------------------------------- | --------------- | --- | ---------------------------------------------------------------------------------- |
| Godzina: 19:00 | Jakub Gašparovič 02:15 (PP) Martin Bakoš 05:33 (PP) Richard Pánik 33:14 (PP) | (2:1, 1:4, 0:2) | 09:34 (EQ) John Carlson 22:50 (EQ) Jeremy Morin 25:39 (EQ) Derek Stepan 26:36 (PP) Matt Donovan 33:54 (EQ) Danny Kristo 40:58 (EQ) Jordan Schroeder 46:34 (EQ) Jerry D'Amingo | Widzów: 11318 Sędzia główny: Konstantin Olenin Sędziowie liniowi: Aleksiej Rawodin |

| 27 grudnia 2008 | USA | 3:0 | Szwajcaria | Credit Union Centre, Saskatoon |

| Szczegóły      | Szczegóły                                                              | Szczegóły       | Szczegóły | Szczegóły                                                                         |
| -------------- | ---------------------------------------------------------------------- | --------------- | --------- | --------------------------------------------------------------------------------- |
| Godzina: 15:00 | Chris Kreider (PP) 25:27 Matt Donovan (EQ) 52:35 A.J. Jenks (EQ) 56:36 | (0:0, 1:0, 2:0) |           | Widzów: 12853 Sędzia główny: Morgan Johansson Sędziowie liniowi: Vladimír Šindler |

| 27 grudnia 2008 | Słowacja | 8:3 | Łotwa | Credit Union Centre, Saskatoon |

| Szczegóły      | Szczegóły | Szczegóły       | Szczegóły                                                                       | Szczegóły                                                                     |
| -------------- | --- | --------------- | ------------------------------------------------------------------------------- | ----------------------------------------------------------------------------- |
| Godzina: 19:00 | Richard Pánik (EQ) 00:33 Richard Pánik (EQ) 03:44 Marek Viedenský (PP) 05:31 Tomáš Tatar (EQ) 13:14 Jakub Gašparovič (EQ) 17:06 Matus Rais (EQ) 29:34 Tomáš Tatar (EQ) 33:00 Radoslav Illo (EQ) 49:48 | (5:0, 2:2, 1:1) | 33:27 (EQ) Miks Lipsbergs 34:21 (PP) Roberts Bukarts 50:44 (EQ) Roberts Bukarts | Widzów: 12628 Sędzia główny: Antonín Jeřábek Sędziowie liniowi: Tom Laaksonen |

| 28 grudnia 2008 | Kanada | 6:0 | Szwajcaria | Credit Union Centre, Saskatoon |

| Szczegóły      | Szczegóły | Szczegóły       | Szczegóły | Szczegóły                                                                          |
| -------------- | --- | --------------- | --------- | ---------------------------------------------------------------------------------- |
| Godzina: 15:00 | Brandon McMillan (EQ) 00:23 Alex Pietrangelo (PP) 08:14 Nazem Kadri (PP) 21:06 Jordan Eberle (PP) 21:26 Brandon McMillan (EQ) 23:42 Brandon McMillan (PP) 59:23 | (2:0, 3:0, 1:0) |           | Widzów: 13301 Sędzia główny: Konstantin Olenin Sędziowie liniowi: Aleksiej Rawodin |

| 29 grudnia 2008 | Łotwa | 1:12 | USA | Credit Union Centre, Saskatoon |

| Szczegóły      | Szczegóły              | Szczegóły       | Szczegóły | Szczegóły                                                                      |
| -------------- | ---------------------- | --------------- | --- | ------------------------------------------------------------------------------ |
| Godzina: 15:00 | Gvido Kauss (PP) 27:00 | (0:6, 1:1, 0:5) | 02:30 (EQ) Danny Kristo 09:40 (EQ) Jason Zucker 11:12 (PP) Danny Kristo 14:40 (PP) A.J. Jenks 19:02 (PP) Chris Kreider 19:38 (EQ) Tyler Johnson 29:38 (PP) Chris Kreider 41:22 (EQ) Derek Stepan 47:49 (EQ) Jason Zucker 49:42 (EQ) Derek Stepan 58:46 (PS) Chris Kreider 59:30 (PP) Jeremy Morin | Widzów: 11494 Sędzia główny: Tom Laaksonen Sędziowie liniowi: Christer Larking |

| 29 grudnia 2008 | Kanada | 8:2 | Słowacja | Credit Union Centre, Saskatoon |

| Szczegóły      | Szczegóły | Szczegóły       | Szczegóły                                        | Szczegóły                                                                        |
| -------------- | --- | --------------- | ------------------------------------------------ | -------------------------------------------------------------------------------- |
| Godzina: 19:00 | Taylor Hall (PP) 07:18 Alex Pietrangelo (EQ) 07:39 Taylor Hall (EQ) 10:43 Luke Adam (EQ) 25:08 Ryan Ellis (PP) 33:20 Taylor Hall (EQ) 37:41 Brayden Schenn (EQ) 38:39 Stefan Della Rovere (SH) 52:41 | (3:0, 4:1, 1:1) | 37:25 (EQ) Richard Pánik 53:43 (EQ) Martin Bakoš | Widzów: 13232 Sędzia główny: Antonín Jeřábek Sędziowie liniowi: Vladimír Šindler |

| 30 grudnia 2008 | Szwajcaria | 7:5 | Łotwa | Credit Union Centre, Saskatoon |

| Szczegóły      | Szczegóły | Szczegóły       | Szczegóły | Szczegóły                                                                          |
| -------------- | --- | --------------- | --- | ---------------------------------------------------------------------------------- |
| Godzina: 15:00 | Benjamin Antonietti (EQ) 02:40 Jeffrey Fuglister (PP) 04:59 Roman Josi (EQ) 24:26 Nino Niederreiter (PP) 44:42 Tim Webber (EQ) 45:26 Ryan McGregor (EQ) 48:53 Mauro Jörg (EQ) 54:32 | (2:3, 1:1, 4:1) | 06:15 (EQ) Ronalds Ķēniņš 09:24 (EQ) Ronalds Ķēniņš 10:58 (PP) Roberts Bukarts 26:29 (EQ) Ronalds Vigners 54:46 (EQ) Roberts Bukarts | Widzów: 13193 Sędzia główny: Morgan Johansson Sędziowie liniowi: Konstantin Olenin |

| 31 grudnia 2008 | Szwajcaria | 4:1 | Słowacja | Credit Union Centre, Saskatoon |

| Szczegóły      | Szczegóły                                                                                                   | Szczegóły       | Szczegóły                | Szczegóły                                                                         |
| -------------- | --- | --------------- | ------------------------ | --------------------------------------------------------------------------------- |
| Godzina: 15:00 | Nino Niederreiter (EQ) 27:27 Nino Niederreiter (EQ) 47:33 Tristan Scherwey (PP) 56:08 Mauro Jörg (EN) 57:33 | (0:0, 1:0, 3:1) | 53:02 (EQ) Richard Pánik | Widzów: 13177 Sędzia główny: Aleksiej Rawodin Sędziowie liniowi: Vladimír Šindler |

| 31 grudnia 2008 | USA | 4:5 pk. | Kanada | Credit Union Centre, Saskatoon |

| Szczegóły      | Szczegóły                                                                                            | Szczegóły                 | Szczegóły | Szczegóły                                                                      |
| -------------- | --- | ------------------------- | --- | ------------------------------------------------------------------------------ |
| Godzina: 19:00 | Philip McRae (PP) 03:40 Jordan Schroeder (SH) 27:08 Tyler Johnson (SH) 39:50 Danny Kristo (EQ) 41:01 | (1:1, 2:1, 1:2, 0:0, 0:1) | 02:03 (EQ) Stefan Della Rovere 31:15 (EQ) Jordan Eberle 50:03 (EQ) Jordan Eberle 55:45 (SH) Alex Pietrangelo 65:00 (PS) Brandon Kozun | Widzów: 15171 Sędzia główny: Tom Laaksonen Sędziowie liniowi: Christer Larking |

Tabela
Lp. = lokata, M = liczba rozegranych spotkań, W = Wygrane, WpD = Wygrane po dogrywce lub karnych, PpD = Porażki po dogrywce lub karnych, P = Porażki, G+ = Gole strzelone, G- = Gole stracone, Pkt = Liczba zdobytych punktów
| Lp. | Zespół            | M | W | WpD | PpD | P | G + | G - | +/- | Pkt |
| --- | ----------------- | - | - | --- | --- | - | --- | --- | --- | --- |
| 1   | Kanada            | 4 | 4 | 0   | 0   | 0 | 35  | 6   | +29 | 11  |
| 2   | Stany Zjednoczone | 4 | 3 | 0   | 0   | 1 | 26  | 9   | +17 | 10  |
| 3   | Szwajcaria        | 4 | 2 | 0   | 0   | 2 | 11  | 15  | -4  | 6   |
| 4   | Słowacja          | 4 | 1 | 0   | 0   | 3 | 14  | 22  | -8  | 3   |
| 5   | Łotwa             | 4 | 0 | 0   | 0   | 4 | 9   | 43  | -34 | 0   |

### Grupa B
Wyniki
Czas lokalny (UTC-5)
| 26 grudnia 2008 | Czechy | 1:10 | Szwecja | Brandt Centre, Regina |

| Szczegóły      | Szczegóły           | Szczegóły       | Szczegóły | Szczegóły                                                                     |
| -------------- | ------------------- | --------------- | --- | ----------------------------------------------------------------------------- |
| Godzina: 13:00 | Jan Káňa (PP) 25:01 | (0:4, 1:2, 0:4) | 07:42 (EQ) André Petersson 15:20 (EQ) Anton Rödin 17:25 (EQ) Mattias Tedenby 19:05 (EQ) Anton Lander 22:34 (PP) Magnus Pääjärvi Svensson 25:22 (EQ) Carl Klingberg 40:51 (PP) Tim Erixon 43:00 (EQ) Anton Lander 51:21 (EQ) Jakob Silfverberg 54:08 (EQ) Adam Larsson | Widzów: 5191 Sędzia główny: Vladimír Baluška Sędziowie liniowi: Derek Zalaski |

| 26 grudnia 2008 | Rosja | 6:2 | Austria | Brandt Centre, Regina |

| Szczegóły      | Szczegóły | Szczegóły       | Szczegóły                                               | Szczegóły                                                                 |
| -------------- | --- | --------------- | ------------------------------------------------------- | ------------------------------------------------------------------------- |
| Godzina: 17:00 | Maksim Truniew (EQ) 01:58 Maksim Czudinow (PP) 14:32 Jewgienij Kuzniecow (EQ) 18:26 Władimir Tarasienko (PP) 19:54 Jewgienij Kuzniecow (EQ) 26:20 Kiriłł Pietrow (SH) 52:00 | (4:1, 1:1, 1:0) | 11:38 (PP) Konstantin Komarek 30:50 (EQ) Nikolaus Harlt | Widzów: 4990 Sędzia główny: Darcy Burchell Sędziowie liniowi: Keith Kaval |

| 27 grudnia 2008 | Austria | 3:7 | Szwecja | Brandt Centre, Regina |

| Szczegóły      | Szczegóły                                                                                    | Szczegóły       | Szczegóły | Szczegóły                                                                         |
| -------------- | -------------------------------------------------------------------------------------------- | --------------- | --- | --------------------------------------------------------------------------------- |
| Godzina: 13:00 | Alexander Pallestrang (PP) 26:54 Dominique Heinrich (PP) 36:41 Konstantin Komarek (EQ) 38:13 | (0:2, 3:2, 0:3) | 00:41 (EQ) Jacob Josefson 18:36 (PP) Oliver Ekman Larsson 22:41 (EQ) Anton Rödin 39:47 (EQ) Anton Rödin 53:33 (EQ) Mattias Ekholm 58:12 (PP) André Petersson 59:22 (PP) Oliver Ekman Larsson | Widzów: 5025 Sędzia główny: Vladimír Baluška Sędziowie liniowi: Daniel Piechaczek |

| 27 grudnia 2008 | Czechy | 3:4 | Finlandia | Brandt Centre, Regina |

| Szczegóły      | Szczegóły                                                           | Szczegóły       | Szczegóły                                                                                           | Szczegóły                                                                 |
| -------------- | ------------------------------------------------------------------- | --------------- | --------------------------------------------------------------------------------------------------- | ------------------------------------------------------------------------- |
| Godzina: 17:00 | Tomáš Kubalík (PP) 12:23 Jan Káňa (PP) 16:01 Roman Horak (EQ) 27:53 | (2:0, 1:1, 0:3) | 37:13 (EQ) Teemu Hartikainen 43:40 (PP) Sami Vatanen 56:46 (EQ) Sami Vatanen 57:48 (EQ) Joonas Rask | Widzów: 5572 Sędzia główny: Darcy Burchell Sędziowie liniowi: Keith Kaval |

| 28 grudnia 2008 | Finlandia | 0:2 | Rosja | Brandt Centre, Regina |

| Szczegóły      | Szczegóły | Szczegóły       | Szczegóły                                              | Szczegóły                                                                      |
| -------------- | --------- | --------------- | ------------------------------------------------------ | ------------------------------------------------------------------------------ |
| Godzina: 17:00 |           | (0:1, 0:1, 0:0) | 06:51 (EQ) Piotr Chochriakow 29:16 (PP) Nikita Fiłatow | Widzów: 5675 Sędzia główny: Daniel Piechaczek Sędziowie liniowi: Derek Zalaski |

| 29 grudnia 2008 | Austria | 1:7 | Czechy | Brandt Centre, Regina |

| Szczegóły      | Szczegóły                     | Szczegóły       | Szczegóły | Szczegóły                                                                    |
| -------------- | ----------------------------- | --------------- | --- | ---------------------------------------------------------------------------- |
| Godzina: 13:00 | Dominique Heinrich (EQ) 15:38 | (1:1, 0:3, 0:3) | 14:21 (PP) Tomáš Knotek 23:27 (PP) Štěpán Novotný 31:58 (PP) Vladimír Roth 39:53 (PP) Andrej Nestrašil 49:40 (EQ) Tomáš Kubalík 51:40 (PP) Robert Kousal 56:25 (EQ) David Ostřížek | Widzów: 5334 Sędzia główny: Keith Kaval Sędziowie liniowi: Daniel Piechaczek |

| 29 grudnia 2008 | Szwecja | 4:1 | Rosja | Brandt Centre, Regina |

| Szczegóły      | Szczegóły | Szczegóły       | Szczegóły                 | Szczegóły                                                                   |
| -------------- | --- | --------------- | ------------------------- | --------------------------------------------------------------------------- |
| Godzina: 17:00 | André Petersson (EQ) 03:32 Magnus Pääjärvi Svensson(SH) 07:24 André Petersson (EQ) 38:03 Daniel Brodin (EQ) 45:30 | (2:0, 1;1, 1:0) | 31:29 (EQ) Kiriłł Pietrow | Widzów: 6234 Sędzia główny: Darcy Burchell Sędziowie liniowi: Derek Zalaski |

| 30 grudnia 2008 | Finlandia | 10:1 | Austria | Brandt Centre, Regina |

| Szczegóły      | Szczegóły | Szczegóły       | Szczegóły                     | Szczegóły                                                                     |
| -------------- | --- | --------------- | ----------------------------- | ----------------------------------------------------------------------------- |
| Godzina: 13:00 | Joonas Rask (EQ) 00:58 Jani Lajunen (EQ) 02:04 Mikael Granlund (PP) 05:49 Aleksi Laakso (PP) 07:37 Toni Rajala (PP) 11:07 Jyri Niemi (PP) 29:28 Teemu Hartikainen (PP) 32:17 Jyri Niemi (PP) 39:39 Matias Sointu (PP) 50:56 Eero Elo (PP) 51:31 | (5:0, 3:1, 2:0) | 35:26 (PP) Konstantin Komarek | Widzów: 5193 Sędzia główny: Wladimir Baluska Sędziowie liniowi: Derek Zalaski |

| 31 grudnia 2008 | Szwecja | 7:1 | Finlandia | Brandt Centre, Regina |

| Szczegóły      | Szczegóły | Szczegóły       | Szczegóły                    | Szczegóły                                                                 |
| -------------- | --- | --------------- | ---------------------------- | ------------------------------------------------------------------------- |
| Godzina: 13:00 | André Petersson (EQ) 16:52 Dennis Rasmussen (EQ) 25:24 Mattias Tedenby (EQ) 33:44 Jacob Josefson (EQ) 39:52 Magnus Pääjärvi Svensson (EQ) 41:13 Jacob Josefson (EQ) 52:53 Marcus Johansson (EQ) 58:54 | (1:0, 3:0, 3:1) | 42:38 (EQ) Teemu Hartikainen | Widzów: 5145 Sędzia główny: Darcy Burchell Sędziowie liniowi: Keith Kaval |

| 31 grudnia 2008 | Rosja | 5:2 | Czechy | Brandt Centre, Regina |

| Szczegóły      | Szczegóły | Szczegóły      | Szczegóły                                     | Szczegóły                                                                         |
| -------------- | --- | -------------- | --------------------------------------------- | --------------------------------------------------------------------------------- |
| Godzina: 17:00 | Władimir Tarasienko (PP) 06:46 Kiriłł Pietrow (EQ) 32:01 Władimir Tarasienko (EQ) 54:53 Maksim Czudinow (EQ) 58:48 Aleksandr Burmistrow (EQ) 59:19 | (1:0, 1:1 3:0) | 36:30 (PP) Jan Káňa 54:01 (EQ) Štěpán Novotný | Widzów: 5293 Sędzia główny: Vladimír Baluška Sędziowie liniowi: Daniel Piechaczek |

Tabela
Lp. = lokata, M = liczba rozegranych spotkań, W = Wygrane, WpD = Wygrane po dogrywce lub karnych, PpD = Porażki po dogrywce lub karnych, P = Porażki, G+ = Gole strzelone, G- = Gole stracone, Pkt = Liczba zdobytych punktów
| Lp. | Zespół    | M | W | WpD | PpD | P | G + | G - | +/- | Pkt |
| --- | --------- | - | - | --- | --- | - | --- | --- | --- | --- |
| 1   | Szwecja   | 4 | 4 | 0   | 0   | 0 | 28  | 6   | +22 | 12  |
| 2   | Rosja     | 4 | 3 | 0   | 0   | 1 | 14  | 8   | +6  | 9   |
| 3   | Finlandia | 4 | 2 | 0   | 0   | 2 | 15  | 13  | +2  | 6   |
| 4   | Czechy    | 4 | 1 | 0   | 0   | 3 | 13  | 20  | -7  | 3   |
| 5   | Austria   | 4 | 0 | 0   | 0   | 4 | 7   | 30  | -23 | 0   |

## Strefa spadkowa
Zaliczane są mecze rozegrane w fazie grupowej pomiędzy zainteresowanymi drużynami. W tym wypadku:
| 27 grudnia 2008 | Słowacja | 8:3 | Łotwa | Credit Union Centre, Saskatoon |

| Szczegóły      | Szczegóły | Szczegóły       | Szczegóły                                                                       | Szczegóły                                                                     |
| -------------- | --- | --------------- | ------------------------------------------------------------------------------- | ----------------------------------------------------------------------------- |
| Godzina: 19:00 | Richard Pánik (EQ) 00:33 Richard Panik (EQ) 03:44 Marek Viedenský (PP) 05:31 Tomáš Tatar (EQ) 13:14 Jakub Gašparovič (EQ) 17:06 Matus Rais (EQ) 29:34 Tomáš Tatar (EQ) 33:00 Radoslav Illo (EQ) 49:48 | (5:0, 2:2, 1:1) | 33:27 (EQ) Miks Lipsbergs 34:21 (PP) Roberts Bukarts 50:44 (EQ) Roberts Bukarts | Widzów: 12628 Sędzia główny: Antonín Jeřábek Sędziowie liniowi: Tom Laaksonen |

| 29 grudnia 2008 | Austria | 1:7 | Czechy | Brandt Centre, Regina |

| Szczegóły      | Szczegóły                     | Szczegóły       | Szczegóły | Szczegóły                                                                    |
| -------------- | ----------------------------- | --------------- | --- | ---------------------------------------------------------------------------- |
| Godzina: 13:00 | Dominique Heinrich (EQ) 15:38 | (1:1, 0:3, 0:3) | 14:21 (PP) Tomáš Knotek 23:27 (PP) Štěpán Novotný 31:58 (PP) Vladimír Roth 39:53 (PP) Andrej Nestrašil 49:40 (EQ) Tomáš Kubalík 51:40 (PP) Robert Kousal 56:25 (EQ) David Ostřížek | Widzów: 5334 Sędzia główny: Keith Kaval Sędziowie liniowi: Daniel Piechaczek |

Wyniki
Czas lokalny (UTC-6)
| 2 stycznia 2010 | Słowacja | 3:2 | Austria | Credit Union Centre, Saskatoon |

| Szczegóły      | Szczegóły                                                                 | Szczegóły       | Szczegóły                                                 | Szczegóły                                                                   |
| -------------- | ------------------------------------------------------------------------- | --------------- | --------------------------------------------------------- | --------------------------------------------------------------------------- |
| Godzina: 12:00 | Tomáš Tatar (PP) 06:47 Richard Pánik (PP) 14:34 Andrej Šťastný (EQ) 40:27 | (2:0, 0:2, 1:0) | 22:30 (EQ) Andreas Kristler 33:09 (PP) Dominique Heinrich | Widzów: 8634 Sędzia główny: Darcy Burchell Sędziowie liniowi: Tom Laaksonen |

| 3 stycznia 2010 | Czechy | 10:2 | Łotwa | Credit Union Centre, Saskatoon |

| Szczegóły      | Szczegóły | Szczegóły       | Szczegóły                                                 | Szczegóły                                                                     |
| -------------- | --- | --------------- | --------------------------------------------------------- | ----------------------------------------------------------------------------- |
| Godzina: 12:00 | Tomáš Knotek (EQ) 02:29 David Ostřížek (EQ) 03:31 Štěpán Novotný (PP) 14:44 Michael Poletin (EQ) 18:50 Jan Káňa (EQ) 19:25 Tomáš Knotek (EQ) 25:45 Robert Kousal (SH) 38:18 Jakub Jerabek (PP) 43:08 Tomáš Kubalík (PP) 53:38 | (5:0, 2:2, 3:0) | 22:57 (EQ) Raimonds Vilkoits 33:23 (EQ) Raimonds Vilkoits | Widzów: 8294 Sędzia główny: Morgan Johansson Sędziowie liniowi: Derek Zalaski |

| 4 stycznia 2010 | Słowacja | 2:5 | Czechy | Credit Union Centre, Saskatoon |

| Szczegóły      | Szczegóły                                             | Szczegóły       | Szczegóły | Szczegóły                                                                          |
| -------------- | ----------------------------------------------------- | --------------- | --- | ---------------------------------------------------------------------------------- |
| Godzina: 12:00 | Radoslav Illo (EQ) 07:48 Samuel Mlynarovič (EQ) 36:08 | (1:1, 1:3, 0:1) | 09:55 (PP) Vladimír Roth 30:19 (EQ) Jan Kovář 36:45 (PP) Jan Kovář 38:12 (EQ) Tomáš Kubalík 55:44 (EQ) Jan Kovář | Widzów: 6221 Sędzia główny: Konstantin Olenin Sędziowie liniowi: Daniel Piechaczek |

| 4 stycznia 2010 | Łotwa | 6:4 | Austria | Credit Union Centre, Saskatoon |

| Szczegóły      | Szczegóły | Szczegóły       | Szczegóły | Szczegóły                                                                        |
| -------------- | --- | --------------- | --- | -------------------------------------------------------------------------------- |
| Godzina: 16:00 | Robert Bukarts (PP) 06:14 Gunars Skvorcovs (EQ) 12:42 Robert Mazins (EQ) 12:59 Robert Bukarts (EQ) 14:10 Miks Indrašis (PP) 48:55 Robert Mazins (PP) 51:16 | (4:1, 0:2, 2:1) | 07:50 (PP) Konstantin Komarek 21:18 (PP) Andreas Kristler 25:36 (PP) Konstantin Komarek 53:28 (PP) Markus Unterweger | Widzów: 7238 Sędzia główny: Morgan Johansson Sędziowie liniowi: Aleksiej Rawodin |

Tabela
Lp. = lokata, M = liczba rozegranych spotkań, W = Wygrane, WpD = Wygrane po dogrywce lub karnych, PpD = Porażki po dogrywce lub karnych, P = Porażki, G+ = Gole strzelone, G- = Gole stracone, Pkt = Liczba zdobytych punktów
| Lp. | Zespół   | M | W | WpD | PpD | P | G + | G - | +/- | Pkt |
| --- | -------- | - | - | --- | --- | - | --- | --- | --- | --- |
| 1   | Czechy   | 3 | 3 | 0   | 0   | 0 | 22  | 5   | +17 | 9   |
| 2   | Słowacja | 3 | 2 | 0   | 0   | 1 | 13  | 10  | +3  | 6   |
| 3   | Łotwa    | 3 | 1 | 0   | 0   | 2 | 11  | 22  | -11 | 3   |
| 4   | Austria  | 3 | 0 | 0   | 0   | 3 | 7   | 16  | -9  | 0   |

## Faza pucharowa

### Ćwierćfinały
Czas lokalny (UTC-6)
| 2 stycznia 2010 | Rosja | 2:3 pd. | Szwajcaria | Credit Union Centre, Saskatoon |

| Szczegóły      | Szczegóły                                                | Szczegóły            | Szczegóły                                                                            | Szczegóły                                                                         |
| -------------- | -------------------------------------------------------- | -------------------- | ------------------------------------------------------------------------------------ | --------------------------------------------------------------------------------- |
| Godzina: 16:00 | Władimir Tarasienko (EQ) 38:44 Kiriłł Pietrow (EQ) 39:00 | (0:0, 2:1, 0:1, 0:1) | 28:25 (EQ) Michael Loichat 59:27 (EQ) Nino Neiderreiter 69:46 (EQ) Nino Neiderreiter | Widzów: 12278 Sędzia główny: Antonín Jeřábek Sędziowie liniowi: Daniel Piechaczek |

| 2 stycznia 2010 | Stany Zjednoczone | 6:2 | Finlandia | Credit Union Centre, Saskatoon |

| Szczegóły      | Szczegóły | Szczegóły       | Szczegóły                                  | Szczegóły                                                                      |
| -------------- | --- | --------------- | ------------------------------------------ | ------------------------------------------------------------------------------ |
| Godzina: 20:00 | Kyle Palmieri (EQ) 02:14 Matt Donovan (PP) 06:34 Jerry D'Amigo (EQ) 32:51 Chris Kreider (EQ) 42:05 Jerry D'Amigo (EN) 59:07 Danny Kristo (EQ) 59:16 | (2:0, 1:1, 3:1) | 35:17 (EQ) Eero Elo 54:31 (EQ) Joonas Rask | Widzów: 12701 Sędzia główny: Vladimír Baluška Sędziowie liniowi: Derek Zalaski |

### Półfinały
Czas lokalny (UTC-6)
| 3 stycznia 2010 | Kanada | 6:1 | Szwajcaria | Credit Union Centre, Saskatoon |

| Szczegóły      | Szczegóły | Szczegóły       | Szczegóły             | Szczegóły                                                                    |
| -------------- | --- | --------------- | --------------------- | ---------------------------------------------------------------------------- |
| Godzina: 16:00 | Jordan Eberle (PP) 03:48 Marco Scandella (SH) 27:26 Taylor Hall (EQ) 29:11 Brayden Schenn (EQ) 42:58 Stefan Della Rovere (EQ) 56:40 Taylor Hall (EQ) 57:09 | (1:0, 2:1, 3:0) | 32:27 (PP) Mauro Jörg | Widzów: 13427 Sędzia główny: Keith Kaval Sędziowie liniowi: Christer Larking |

| 3 stycznia 2010 | Szwecja | 2:5 | Stany Zjednoczone | Credit Union Centre, Saskatoon |

| Szczegóły      | Szczegóły                                       | Szczegóły       | Szczegóły | Szczegóły                                                                    |
| -------------- | ----------------------------------------------- | --------------- | --- | ---------------------------------------------------------------------------- |
| Godzina: 20:00 | Anton Lander (EQ) 24:17 Anton Lander (EQ) 32:17 | (0:1, 2:1, 0:3) | 01:24 (EQ) Tyler Johnson 35:06 (EQ) Jerry D'Amigo 52:34 (EQ) John Carlson 55:32 (SH) Jerry D'Amigo 59:05 (EN) A.J. Jenks | Widzów: 12137 Sędzia główny: Darcy Burchell Sędziowie liniowi: Tom Laaksonen |

### Mecz o piąte miejsce
Czas lokalny (UTC-6)
| 4 stycznia 2010 | Rosja | 3:4 | Finlandia | Credit Union Centre, Saskatoon |

| Szczegóły      | Szczegóły                                                                                 | Szczegóły | Szczegóły                                                                                            | Szczegóły                                                                        |
| -------------- | ----------------------------------------------------------------------------------------- | --------- | --- | -------------------------------------------------------------------------------- |
| Godzina: 20:00 | Maksim Truniew (EQ) 05:36 Aleksandr Burmistrow (EQ) 19:37 Aleksandr Burmistrow (EQ) 51:07 |           | 16:08 (PP) Teemu Eronen 38:32 (PP) Pekka Jormakka 46:14 (PP) Jyri Niemi 54:02 (PP) Teemu Hartikainen | Widzów: 11214 Sędzia główny: Antonín Jeřábek Sędziowie liniowi: Vladimír Šindler |

### Mecz o trzecie miejsce
Czas lokalny (UTC-6)
| 5 stycznia 2010 | Szwecja | 11:4 | Szwajcaria | Credit Union Centre, Saskatoon |

| Szczegóły      | Szczegóły | Szczegóły       | Szczegóły | Szczegóły                                                                 |
| -------------- | --- | --------------- | --- | ------------------------------------------------------------------------- |
| Godzina: 15:00 | Dennis Rasmussen (EQ) 03:59 Anton Lander (EQ) 11:44 André Petersson (PP) 14:32 André Petersson (EQ) 18:50 Mattias Tedenby (EQ) 19:04 Jakob Silfverberg (EQ) 23:17 Daniel Broden (EQ) 23:56 Jakob Silfverberg (PP) 30:05 Daniel Broden (PP) 33:50 André Petersson (SH) 38:40 David Rundblad (PP) 53:37 | (5:0, 5:4, 1:0) | 26:30 (PP) Michael Loichat 35:44 (PP) Dominik Schlumpf 35:55 (EQ) Jeffrey Fuglister 37:51 (PP) Nino Neiderreiter | Widzów: 12121 Sędzia główny: Keith Kaval Sędziowie liniowi: Derek Zalaski |

### Finał
Czas lokalny (UTC-5)
| 5 stycznia 2010 | Kanada | 5:6 pd. | Stany Zjednoczone | Credit Union Centre, Saskatoon |

| Szczegóły      | Szczegóły | Szczegóły            | Szczegóły | Szczegóły                                                                      |
| -------------- | --- | -------------------- | --- | ------------------------------------------------------------------------------ |
| Godzina: 19:00 | Luke Adam (EQ) 02:40 Greg Nemisz (EQ) 16:03 Taylor Hall (EQ) 23:56 Jordan Eberle (PP) 57:11 Jordan Eberle (EQ) 58:25 | (2:2, 1:1, 2:2, 0:1) | 13:56 (EQ) Chris Kreider 14:32 (EQ) Jordan Schroeder 21:03 (PP) John Carlson 44:12 (EQ) Jerry D'Amigo 46:23 (EQ) Derek Stepan 64:31 (EQ) John Carlson | Widzów: 15171 Sędzia główny: Tom Laaksonen Sędziowie liniowi: Christer Larking |

## Statystyki
- Klasyfikacja strzelców: André Petersson i Jordan Eberle – 8 goli
- Klasyfikacja asystentów: Derek Stepan – 10 asyst
- Klasyfikacja kanadyjska: Derek Stepan - 14 punktów
- Klasyfikacja +/-: Mattias Ekholm – +10

## Nagrody
Nagrody IIHF dla najlepszych zawodników
- Bramkarz: Benjamin Conz (Szwajcaria)
- Obrońca: Alex Pietrangelo (Kanada)
- Napastnik: Jordan Eberle (Kanada)

Skład gwiazd turnieju
- Bramkarz: Benjamin Conz (Szwajcaria)
- Obrońcy: Alex Pietrangelo (Kanada), John Carlson (USA)
- Napastnicy: Jordan Eberle (Kanada), Nino Niederreiter (Szwajcaria), Derek Stepan (USA)

Najbardziej Wartościowy Zawodnik (MVP) turniejuJordan Eberle (Kanada)